# Рябинин, Владимир Николаевич
Владимир Николаевич Рябинин (22 сентября 1987, СССР) — российский футболист, игрок в мини-футбол. Защитник клуба БЛиК. Выступал за сборную России по мини-футболу.

## Биография
Рябинин является воспитанником тюменского мини-футбола. За «Тюмень» он дебютировал в сезоне 2003/04 в возрасте 16 лет. Отыграв в родном клубе три сезона, Владимир перешёл в московский «Спартак».
Своей игрой в составе «красно-белых» молодой футболист добился вызова в молодёжную, а затем и главную сборную России. В первой половине 2008 года Рябинин сыграл три товарищеских матча за первую сборную страны, а в декабре вошёл в состав молодёжной команды на первый чемпионат Европы среди молодёжных команд, где россияне триумфально выиграли золото.
Вскоре после этих событий «Спартак» прекратил существование. Владимир перебрался в новосибирский «Сибиряк» и помог ему выйти в Суперлигу. Однако впоследствии новосибирцы отказались от его услуг и Рябинин перешёл в фарм-клуб «Тюмени», где играл на протяжении двух сезонов.
Летом 2011 года Владимир стал игроком подмосковного клуба «Мытищи». С 31 августа 2012 года игрок клуба «Норильский Никель».

## Достижения
- Победитель Молодёжного Чемпионата Европы 2008